# Transport ferroviaire en Afrique

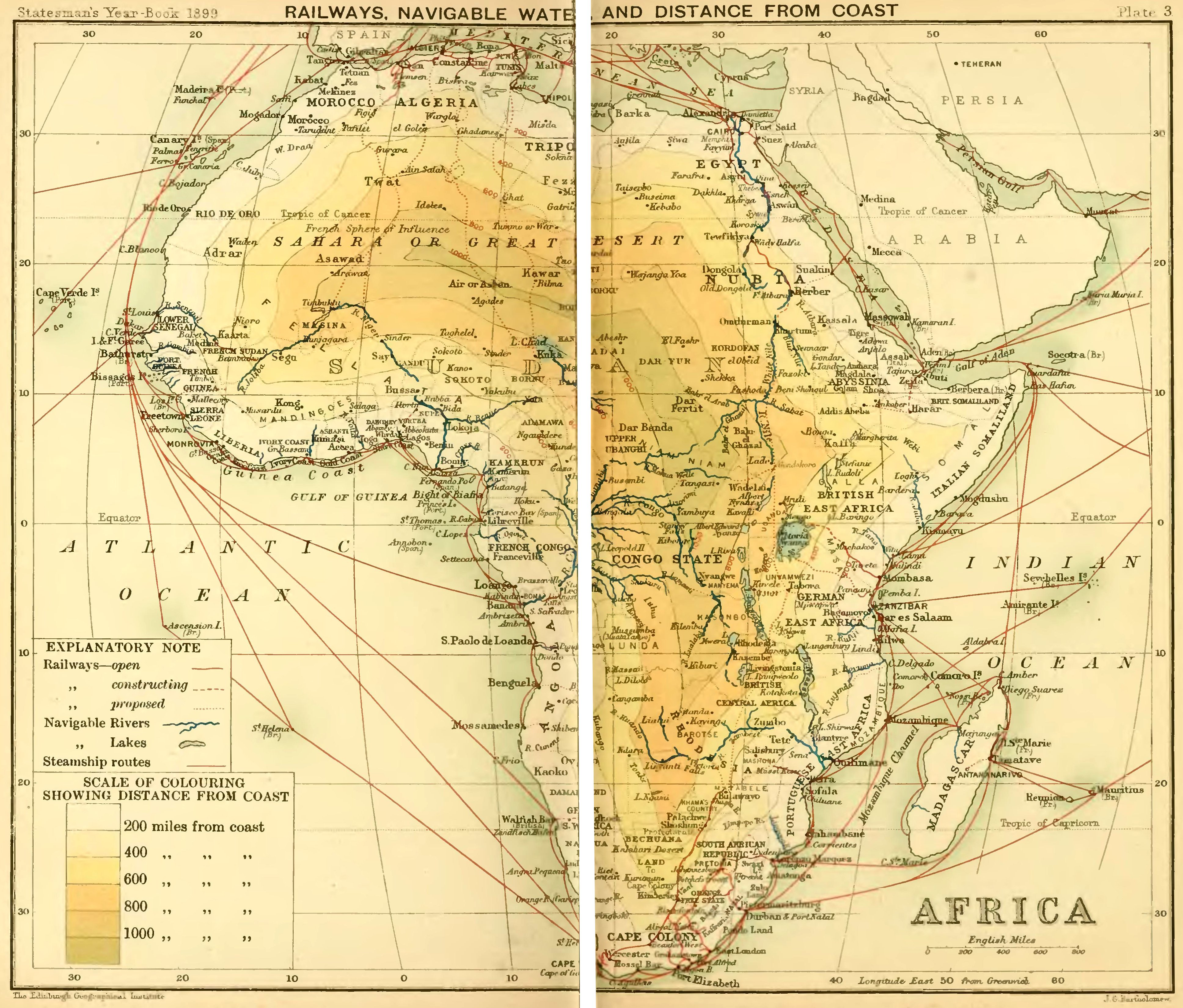
Carte du réseau ferroviaire en 1899.

Le transport ferroviaire en Afrique est relativement peu développé avec une longueur de lignes en exploitation de 50 000 km à la fin de 2014, soit 5 % du total mondial alors que le continent représente environ 15 % de la population et 22 % de la superficie mondiale. D'environ un total de 100 000 km de rail au début du XXe siècle, le continent africain a vu son réseau fortement s'auto-annihiler notamment à cause des problèmes de sécurité ; en 2011 la partie fonctionnelle du réseau africain atteignait 70 000 km. Le réseau ferroviaire africain, souvent à voie unique, construit à des écartements différents, est en outre très peu interconnecté, consistant souvent en lignes isolées en impasse, à l'exception de l'Afrique australe qui représente à elle seule 36 % des lignes exploitées, et de l'Afrique du Nord, relativement bien équipée.
Concernant le trafic passagers, en Afrique, tout comme sur le continent américain, les développements routiers et notamment l'apparition des autoroutes ont poussé les voyageurs à déserter le train pour le bus. C'est le cas en Afrique du Sud où la plupart des lignes rail longues distances ont été supprimées. Cela, ainsi que les différents conflits, ont fermé la majeure partie des grands réseaux ferrés africains au trafic passagers, c'est le cas au Soudan, en RDC, au Nigéria et dans bien d'autres pays où une infime partie des réseaux est encore exploitée pour le trafic voyageurs. En Afrique du Nord une grande partie des réseaux ferroviaires nationaux est à écartement standard UIC, les efforts des différents opérateurs ferroviaires nord-africains ont permis de pérenniser le trafic voyageurs avec plus ou moins de succès sur une bonne partie de leurs réseaux.

## Histoire

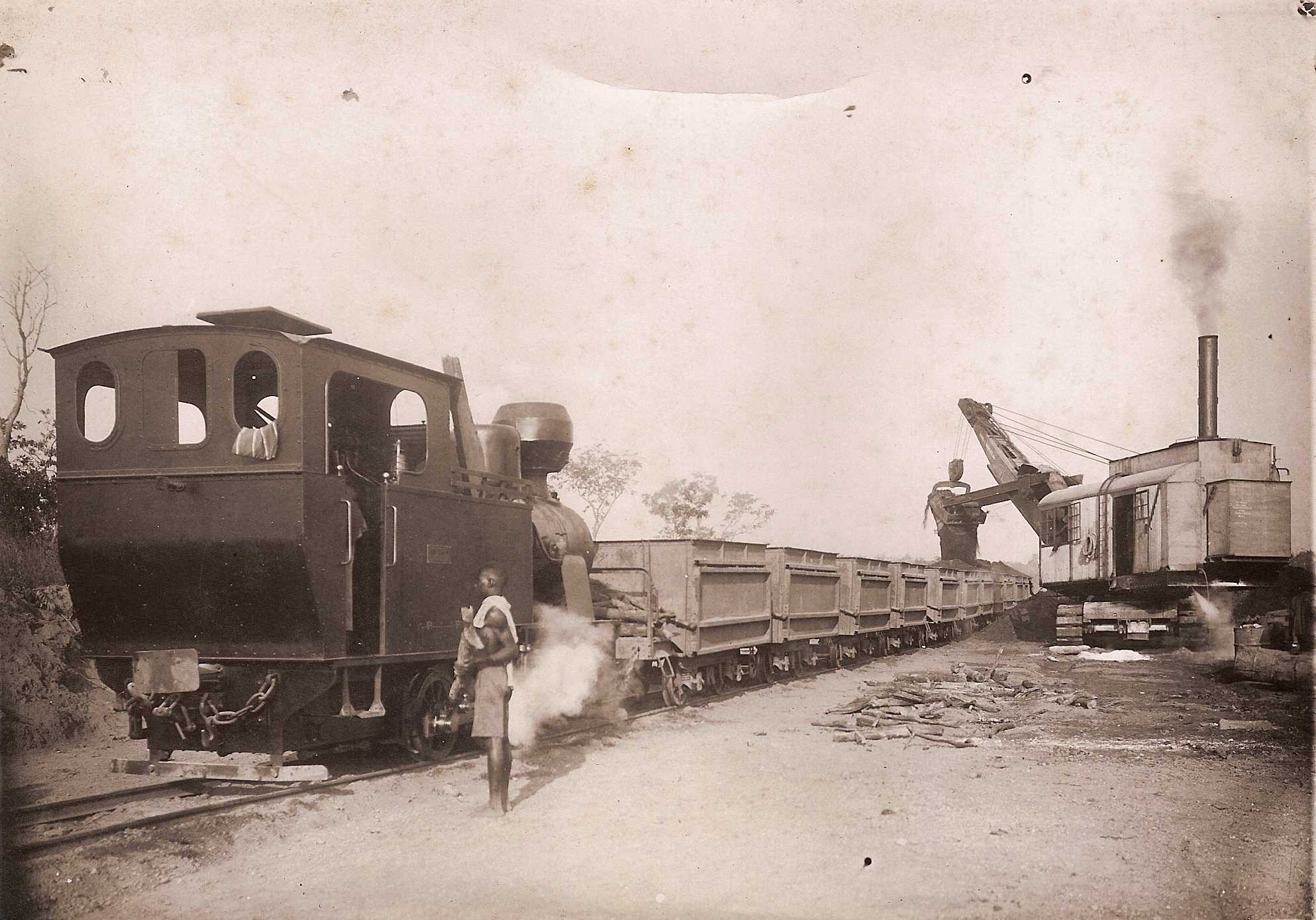
Travaux de terrassement du chemin de fer Bénin Niger en 1932

L'un des premiers projets ferroviaire africain remonte à 1833, lorsque le dirigeant égyptien Mohammed Ali Pacha fait étudier une ligne du Caire à Suez. Le projet ne pourra pas être financé. Il faut attendre 1851 pour qu'un nouveau dirigeant, Abbas Pacha, signe un contrat avec Robert Stephenson pour la construction d'un chemin de fer à l'écartement standard. La première section, d'Alexandrie à Kafr el Zaiyat, est inaugurée en 1854, et complétée jusqu'au Caire en 1856. L'Egyptian State Railway (ESR) est ainsi la plus ancienne compagnie africaine.
À l'époque, la France est également présente en Afrique du Nord. Mais la construction d'un réseau ferré en Algérie ne figure pas parmi les priorités du Second Empire naissant. Plusieurs projets ne débouchent sur rien. Il faut attendre le 11 juillet 1860 pour qu'un décret accorde la concession des lignes d'Alger à Blida, d'Oran à Saint-Denis-du-Sig, et de Constantine à la mer à la Compagnie des chemins de fer algériens. La section d'Alger à Blida, inaugurée le 8 septembre 1862, est la première ligne de chemin de fer de la France d'outre-mer. Après cette première ouverture, la compagnie ne peut pas faire face à ses engagements et est mise en faillite. Ses concessions sont reprises par la puissante compagnie du PLM, qui pose ainsi un pied en Algérie.
C'est aussi au début des années 1860 que le rail fait son apparition en Afrique australe. Une première ligne longue de trois kilomètres est inaugurée au Natal, entre Durban et Point, en juin 1860. Elle est prolongée jusqu'à Umgeni en 1867.
C'est également en 1860 que la Cape Town Railway and Dock company ouvre sa ligne Le Cap-Wellington (96 km) ainsi qu'un embranchement de 10 km entre le Cap et Wynberg.
Toutes ces lignes sont construites à l'écartement standard. La ruée vers les mines de diamants de Kimberley, à la fin des années 1860, a d'importantes conséquences, car il s'agit désormais de prolonger les chemins de fer sur des distances superieures à 1000 kilomètres. Le 1er janvier 1873, le gouvernement du Cap prend la direction du CTR&D co, ce qui doit en théorie permettre le financement des prolongements. Afin de limiter les coûts, on s'oriente vers le choix d'un écartement plus étroit. En 1869, la Cape Copper company avait ouvert une ligne à l'écartement de 760 mm entre Okiep et Port Nolloth (Afrique du Sud). Cet écartement semble trop faible aux ingénieurs du Cap, qui optent pour un compromis en choisissant un intermédiaire entre la voie standard de 1435 mm et la voie étroite de 760 mm. C'est ainsi que l'écartement de 1067 mm, également connu comme « voie métrique anglaise » ou « écartement du Cap » est retenu vers 1874. Il va rapidement devenir l'écartement standard dans une grande partie de l'Afrique.

## Les principaux réseaux ferroviaires africains
| Pays (ordre alpha.) | Exploitant                           | Réseau (km) | Passagers (Millions) | Passagers (Mvk) | Trajet moyen (km) | Fret (Mtk) | Écartement (mm) |
| ------------------- | ------------------------------------ | ----------- | -------------------- | --------------- | ----------------- | ---------- | --------------- |
| Algérie             | SNTF                                 | 6500        | 43                   | 2960            | 120               | 85 700     | 1055, 1435      |
| Angola              | CFB, CFM                             | 2199        |                      |                 |                   |            | 1067            |
| Bénin               | OCBN                                 | 470         |                      |                 |                   |            | 1000            |
| Botswana            | BR                                   | 557         |                      |                 |                   |            | 1067            |
| Burkina             | Sitarail                             | 495         |                      | 10              |                   | 675        | 1000            |
| Cameroun            | Camrail                              | 1104        | 2                    | 494             | 247               | 1 114      | 1000            |
| Congo               | CFCO                                 | 509         |                      |                 |                   |            | 1067            |
| RDC                 | SNCC                                 | 4128        |                      |                 |                   |            | 1067            |
| CIV                 | Sitarail                             | 1260        | 0,04                 | 10              | 250               | 647        | 1000            |
| Djibouti            | SDCF                                 | 82          |                      |                 |                   |            | 1 435           |
| Égypte              | ENR                                  | 5063        | 24                   | 1 280           | 53                | 1 592      | 1 435           |
| Érythrée            | EA                                   | 317         |                      |                 |                   |            | 950             |
| Éthiopie            | Ethiopian Railways Corporation (ERC) | 674         |                      |                 |                   |            | 1 435           |
| Gabon               | TG                                   | 731         |                      |                 |                   |            | 1435            |
| Ghana               | GRC                                  | 953         |                      |                 |                   |            | 1067            |
| Guinée              | ONCFG                                | 36          |                      |                 |                   |            | 1000            |
| Guinée              | CBG                                  | 281         |                      |                 |                   |            | 1435            |
| Kenya               | KRC                                  | 2778        |                      |                 |                   |            | 1000            |
| Lesotho             | ?                                    | 1,6         |                      |                 |                   |            | 1067            |
| Malawi              | CEAR                                 | 797         |                      |                 |                   |            | 1067            |
| Mali                | Transrail                            | 641         |                      |                 |                   |            | 1000            |
| Maroc               | ONCF                                 | 2200        | 34                   | 5 300           | 136               | 5 800      | 1 435           |
| Mauritanie          | SNIM                                 | 704         |                      |                 |                   | 16 000     | 1 435           |
| Namibie             | TN                                   | 2382        |                      |                 |                   |            | 1067            |
| Nigeria             | NRC                                  | 3551        |                      |                 |                   |            | 1067            |
| Ouganda             | RVRC                                 | 200         |                      |                 |                   |            | 1000            |
| Sénégal             | Transrail                            | 683         |                      |                 |                   |            | 1000            |
| Soudan              | SRC                                  | 4750        | 0,10                 | 7               | 70                | 33         | 1067            |
| Eswatini            | SR                                   | 302         |                      |                 |                   |            | 1067            |
| Tanzanie            | TRC TAZARA                           | 2364        |                      | 432             |                   | 1 195      | 1000, 1067      |
| Tunisie             | SNCFT                                | 2165        | 36,3                 | 1 113           | 31                | 2 024      | 1000, 1435      |
| Afrique du Sud      | PRASA, Transnet,                     | 20 384      | 531**                | 10 000          | 18                | 108 510    | 1067            |
| Zambie              | ZR TAZARA                            | 1014        |                      |                 |                   |            | 1067, 1067      |
| Zimbabwe            | NRZ BBR                              | 2042        |                      |                 |                   |            | 1067, 1067      |

```
 * Mvk : million de voyageurs x kilomètres
 * Mtk : million de tonnes x kilomètres
 ** Chiffre comprenant les statistiques du transport intra-urbain de Metrorail et de Gautrain
```

## Concurrence avec les autres modes de transport

### Les voyageurs
Le transport voyageurs par train est comme partout dans le monde concurrencé par l'apparition des moyens de transport plus efficaces: en Afrique du Nord les trains sont relativement rapides et ont pu faire face aux apparitions des autoroutes, les lignes ferroviaires les plus rapides à l'échelle continentale actuellement sont les trajets Tanger - Kenitra,Oran - Alger, Le Caire - Alexandrie et Casablanca - Fez des lignes qui sont toutes à écartement standard UIC et relativement bien entretenues, cependant, l'insécurité conjoncturelle et la subvention massive des carburants en Egypte et en Algérie ont beaucoup pénalisé le transport ferroviaire interurbain. En Afrique australe et en Afrique de l'est la lenteur des trains a poussé les passagers massivement vers l'avion et le bus, l'insécurité dans les transports collectifs en Afrique du sud a aussi nettement réduit le transport ferroviaire de voyageurs: en moins de cinq ans le nombre de passagers interurbains est passé de 4 millions à moins de un million de passagers aujourd'hui pour la compagnie de transport interurbain Shosholoza Meyl.

### Les marchandises
Les développements routiers en Afrique ont beaucoup affecté le transport ferroviaire de marchandises. En Afrique subsaharienne, le fret rail est également concurrencé par le transport fluvial ; au nord, la plupart des échanges entre les pays nord-africains se font par voie maritime. Au nord comme au sud le transport terrestre est toujours inhibé par l'insécurité, le terrorisme et les instabilités politiques. Le transport maritime reste toujours prépondérant et les voies ferrées existantes servent à connecter les ports vers les pays enclavés.

## Aspects techniques

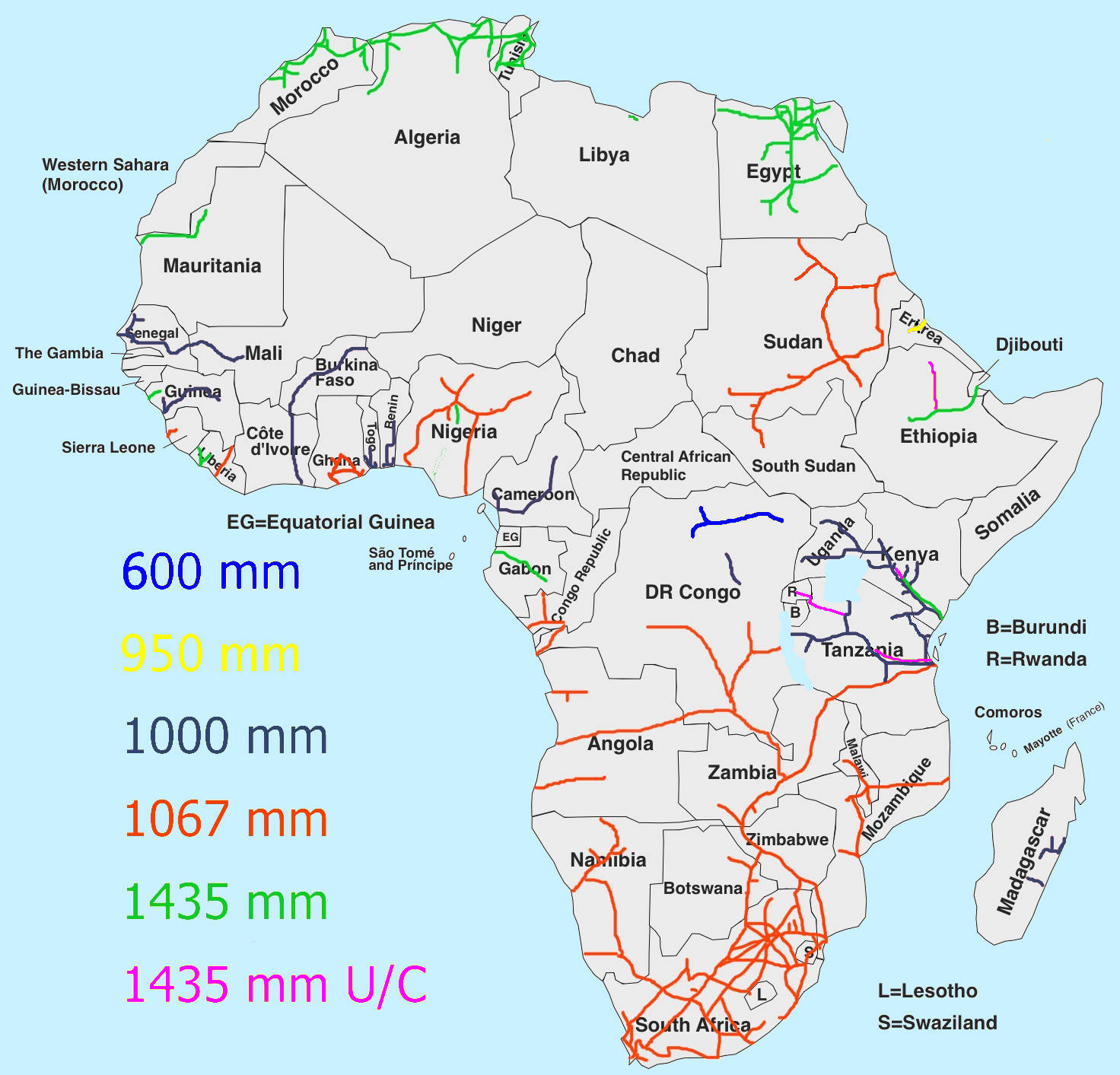
Lignes actuelles en fonction de l'écartement.

### L'écartement des voies
Largement répandu et majoritaire en Afrique du Nord, l'écartement standard est quasi absent dans le reste du continent qui détient des réseaux à écartements étroits. Cela limite en partie les vitesses d'exploitation ainsi que le choix du matériel roulant.

### La signalisation
La signalisation est assez récente en Afrique, la multiplication des accidents ferroviaires sur le continent africain est en partie due au manque de signalisation et de maintenance. Il n'empêche que, dernièrement, des pays comme l'Algérie, l'Egypte et le Maroc ont connu des avancées remarquables en termes de signalisation ferroviaire.

### L'électrification
Les réseaux ferroviaires sont très largement non électrifiés. Les premiers pays à avoir électrifié leurs réseaux sont le Maroc dont le réseau est électrifié à 60 % et l'Afrique du sud qui détient un réseau électrifié à 40 %.

### Les doublements de voies
À défaut d'être électrifié, c'est le réseau ferroviaire égyptien qui contient le plus de tronçons à double voies et qui totalise 1 466 km soit 30 % du réseau dédoublé. Le réseau ferré marocain est dédoublé à 30 % sur un linéaire de 640 km il est censé atteindre 1 250 km vers 2018 avec les dédoublements des lignes Fez - Oujda, Ben Guerir - Marrakech et la nouvelle ligne Tanger - Kénitra.

### La vitesse des trains en Afrique
La vitesse des trains est directement liée à l'écartement des voies ainsi qu'au mode d'alimentation des trains. Dès la fin de l'époque des trains à vapeur la génération des locomotives Diesel a permis de réaliser des trains assez rapides. Cependant, la nature même de ce type de trains l'empêche d'aller encore plus vite dans la mesure où il consistait en un générateur roulant assez lourd et bandé de tonnes de carburant Diesel qui lui augmente encore plus sa pondération. La solution fut d'apporter directement l'alimentation à la locomotive par une troisième voie centrale ou par caténaire aérienne comme le modèle actuel. Un autre procédé fut trouvé pour créer des trains avec turbines roulant au gaz naturel plus léger, des trains appelés turbotrains. C'est ce dernier type de trains que la compagnie ferroviaire égyptienne a utilisé pour avoir les trains très rapides (160 km/h) dès 1983. Avant cette date les trains les plus rapides furent les autorails Double De Dietrich construits en 1950 et utilisés en Algérie et Tunisie, qui roulaient à des vitesses maximales de 120 km/h, en 1956 l'opérateur ferroviaire marocain commanda une version améliorée baptisée xDd-3 chez le même constructeur avec plus de places assises et roulant à 140 km/h.
En 1984 l'ONCF met en place un service de train navette rapide grâce à l'automotrice électrique ZMC roulant à 160 km/h entre Rabat et Casablanca sur une distance de 100 km. En 2002 l'opérateur a commandé chez le constructeur italien Ansaldo Breda 24 automotrices duplex (à 2 niveaux) Z2M pouvant atteindre 180 km/h et 378 places assises, commande reçue en 2006, le service TNR est prolongé jusqu'à Kénitra et Settat.
En 2006 la SNTF commande 64 automotrices électriques Stadler FLIRT roulant à 120 km/h et d'une capacité de 144 places assises, les livraisons des automotrices Stadler commencèrent à partir de 2010.
En 2008 la SNTF acquiert 17 autorails Diesel auprès du constructeur espagnole CAF, les 17 autorails ont une capacité de 200 places assises et une vitesse maximale de 160 km/h.
Le 8 juin 2010 l'Afrique du sud met en service à la veille de l'ouverture du mondial du football un train rapide nommé Gautrain de 80 places assises et roulant à 160 km/h sur un tronçon de 20 km entre Johannesburg et son aéroport, le Gautrain sera prolongé progressivement et atteindra 80 km à terme.
Le 10 décembre 2010 l'ONCF commande 14 rames TGV Euroduplex à deux niveaux d'une capacité de 533 places assises chacune pouvant rouler à 320 km/h pour relier Tanger à Kénitra sur une distance totale de 350 km. Les deux premières rames TGV sont reçues et montées à Tanger, les tests statiques sont effectués avec succès, les tests dynamiques commencent fin décembre 2015.
À l'heure actuelle malgré l'existence de matériel roulant rapide en Afrique le nombre de gares intermédiaires empêche les trains longue distance de dépasser 100 km/h de moyenne. Les liaisons les plus rapides en Afrique se présentent comme suit:
- Tanger - Kénitra (Maroc), 200km (sur la LGV en cours) à 255,2 km/h de moyenne ;
- Djelfa - Laghouat (Algérie), 110 km à 147 km/h de moyenne
- Rabat - Casablanca (Maroc), 100km à 120 km/h en moyenne ;
- Gautrain Pretoria - Johannesburg (ZAF), 62km à 106.3 km/h de moyenne ;
- Alexandrie - Le Caire (Égypte), 208km à 99,8 km/h de moyenne ;
- Fez - Casablanca (Maroc), 325km à 97,5 km/h de moyenne ;
- Tunis - Sfax (Tunisie), 268km à 89,3 km/h de moyenne ;
- Alger - Oran (Algérie), 421km à 88,6 km/h de moyenne ;
- Tanger - Casablanca (Maroc), 420km (sur ligne classique) à 88,4 km/h de moyenne ;
- Tunis - Gabès (Tunisie), 413km à 84 km/h de moyenne ;
- Tanger - Kénitra (Maroc), 250km (sur ligne classique) à 83,3 km/h de moyenne .

### Les lignes ferroviaires les plus actives

#### Lignes fret
Les lignes ferroviaires présentant le plus de volume de fret en Afrique sont principalement des lignes minières consacrées aux exports de minerais de charbon, de fer et de phosphates. Leur construction a été effectuée par les différents pays européens ayant colonisé ces régions d'Afrique, la pérennité de ces différentes lignes étant directement liée aux espérances de vie de ces mines. Au début du siècle, plusieurs lignes ferroviaires minières voient le jour sur le continent dont une grande partie ont disparu à cause des épuisements des mines ou des baisses de prix de leurs minerais respectifs. Ainsi la baisse de prix des phosphates a occasionné l'arrêt d'exploitation de plusieurs anciennes lignes de transport de ce produit en Tunisie, en Algérie et en Egypte. Il en est de même pour le charbon qui a perdu de sa valeur et qui fait disparaître plusieurs lignes en Afrique dont l'ancienne ligne marocaine Bouarfa Oujda depuis la fermeture des mines de Jerada. Parmi les principales lignes ferroviaires africaines encore en activité on trouve :
- Ermelo-Richards Bay : 38 millions de tonnes par an pour le transport de charbon sud africain des mines de Ermelo vers l'océan Atlantique ;
- Sishen-Saldanha : 28 millions de tonnes par an d'export de minerai de fer vers le port sud africain de Saldanha sur l'océan indien, un projet de modernisation de ces deux dernières lignes, longues respectivement de 861 km et de 588 km, a pour objectif de réaliser la moitié des volumes de fret de l'Afrique du sud toutes autres lignes confondues ;
- Khouribga-Nouaceur : 16,3 millions de tonnes de phosphates au Maroc [17] grâce à une ligne électrique à double voies et à écartement UIC des mines de Khouribga vers Nouaceur sur 130 km dont 9,5 million de tonnes sont exportés par le port de Casablanca à 20 km vers le nord et 6,8 millions de tonnes sont acheminés vers le Port atlantique de Jorf Lasfar à 102 km vers le sud ouest ;
- Zouerate-Nouadhibou : 16 millions de tonnes de minerai de fer par an sur 704 km des mines de Zouerate vers le port Atlantique mauritanien de Nouadibou ;
- Benguerir-Safi : 9,2 millions de tonnes de phosphates transportés des mines de Benguerir/youssoufia[17] vers le port atlantique marocain de Safi ;

#### Lignes passagers
Avant les révolutions dites du printemps arabe la ligne passagers la plus active fut la ligne Le Caire-Alexandrie qui dépassait les 10 millions passagers par an. La majeure partie de passagers y est transportée par les trains ordinaires non climatisés transportant les jeunes cairotes voyageant debout vers la station balnéaire d'Alexandrie, les trains express et les trains spéciaux coûtant plus chers. La ligne Le Caire Alexandrie bien que n'étant pas encore électrifiée possède le grand avantage d'être parmi les rares lignes africaines longues distances à écartement standard entièrement à double voies. En 2015 le total de passagers sur la ligne Alexandrie-Le Caire descend à 7,75 millions de passagers dont 3,75 millions de passagers en trains climatisés et 4 millions en trains ordinaires. Un projet est en cours d'étude pour transformer cette ligne en LGV et de l'exploiter grâce à des TGV électrique à une vitesse de 300 km/h, l'objectif de ce projet est d'atteindre 10 à 18 millions de passagers par an. D'autres lignes passagers longues distances ont été modernisées et continuent à résister au transport par bus malgré l'apparition des autoroutes en Afrique du Nord, si ces dernières survivent c'est possiblement surtout grâce à la quasi-absence du transport aérien régional, les pays d'Afrique australe ayant libéralisé leur trafic aérien intérieur ont vu leur transport ferroviaire passagers disparaître progressivement. Il s'ensuit que les lignes passagers interurbaines les plus actives à fin 2015 sont situées principalement en Algérie, Tunisie et au Maroc qui relient les grandes villes régionales aux capitales de ces trois pays dont les lignes :
- Rabat-Fez : 9,4 millions de passagers[20] réalisés en 2014 grâce à une ligne électrique double voies de 250 km ;
- Rabat-Casablanca : 9,15 millions de passagers[20] sur une ligne électrique double voie de 100 km, une ligne en cours de triplement ;
- Le Caire-Alexandrie : 7,75 millions de passagers en 2015[18] sur une ligne double voies non électrifiée de 208 km;
- Le Gautrain : 5,70 millions de passagers à fin 2013 sur une ligne électrique double voies à écartement standard UIC de 60 km ;
- Casablanca-Marrakech : 4,5 millions de passagers en 2014 sur une ligne électrifiée partiellement dédoublée, trafic escompté après le doublement total en cours 7,4 millions de passagers[21] ;
- Tanger-Rabat : 4 millions de passagers sur une distance de 300 km[22], trafic prévisionnel à la mise en service du TGV Tanger-Rabat 7 millions de passagers ;